# Gennaro Pistilli
Gennaro Pistilli (Napoli, 4 luglio 1920) è un commediografo italiano.

## Biografia
Gennaro Pistilli si avvicinò al teatro sin da giovane e ottenne il suo primo successo di critica nel 1950 grazie all'opera intitolata Notturno, che vinse il Premio Riccione.
Però a causa della censura, questo lavoro non fu mai messo in scena, così come accadde anche per altre commedie del Pistilli.
Quindi, pur avendo scritto numerosi lavori, è riuscito a far rappresentare solamente qualcuno di essi, tra i quali Le donne dell'uomo (Teatro Piccolo di Roma, 1954) e L'arbitro (Teatro Stabile di Genova, 1962).
La sua commedia intitolata L'arbitro, la cui trama si svolge in una Napoli non proprio naturalistica, si caratterizzò e si distinse per le innovazioni linguistiche.

## Opere
- Notturno (1950);
- Le donne dell'uomo (Teatro Piccolo di Roma, 1954);
- l'arbitro (Teatro Nazionale di Genova, 1962);
- L'occhio di pesce (1963);
- La grassa e la magra (1976).